# Veli Školj (otok, Funtana)
Veliki Školj je majhen nenaseljen otok v Jadranskem morju in je del otočja Vrsar. Pripada Hrvaški. Najbližje naselje je Funtana. Nahaja se nekoliko zahodno od rta Grget. V skladu z zakonom o otokih ter glede na demografske razmere in gospodarski razvoj je Veliki Školj razvrščen v kategorijo majhnih občasno naseljenih in nenaseljenih otokov in otočkov, za katere se sprejemajo programi trajnostnega razvoja otokov.